# Kladno město
Kladno město je obvod železniční stanice Kladno-Ostrovec se zastávou v km 2,642 neelektrizované železniční trati Kralupy nad Vltavou – Kladno. 

## Historie
Zastávka Kladno město byla zřízena společností Československé státní dráhy v roce 1930.
V rámci Modernizace trati Kladno (včetně) – Kladno-Ostrovec (včetně) byla železniční zastávka posunuta blíže k centru města, přistavěna druhá kolej, vybudováno nové schodiště, zprovozněny eskalátory a výtahy. Zastávka je také nově osazena informačním systémem.

## Popis zastávky
V letech 2023 až 2024 byla provedena rekonstrukce úseku Kladno – Kladno-Ostrovec, při níž byl zdvoukolejněn a připraven na budoucí elektrizaci. Zastávka je umístěna po obou stranách mostu. Přístup na zastávku je schodištěm a eskalátory z chodníku silničního nadjezdu. Bezbariérový přístup zajišťují výtahy. Zastřešení je na obou stranách mostu na půdorysu písmene U, konstrukce je jednotná s nádražím Kladno a zastávkou Kladno-Ostrovec. Zastávka má dvě vnější 230 m dlouhá nástupiště s pevnou hranou ve výši 550 mm nad temenem kolejnice.

## Výpravní budova
V roce 1975 byla trať zahloubena, nad tratí postaven nadjezd a v zastávce vybudována budova podle projektu Ing. Terezie Wegerové. Druhé patro budovy bylo v rámci modernizace trati Kladno - Kladno-Ostrovec sneseno, spodní patro bylo rekonstruováno a využívá se jako technologické zázemí. V budově je nyní (2021) k dispozici WC.

## Galerie

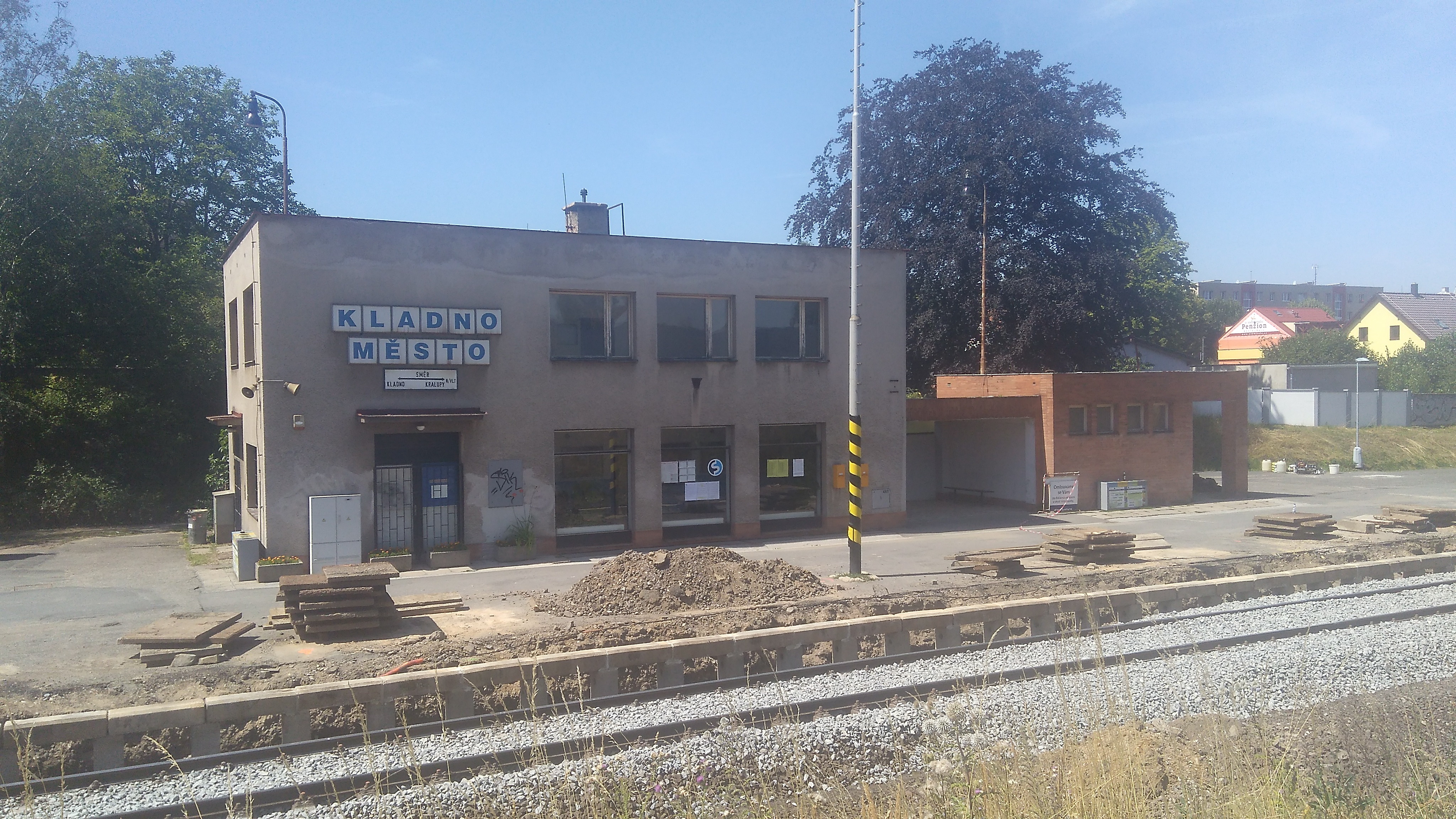
Budova zastávky z roku 1975
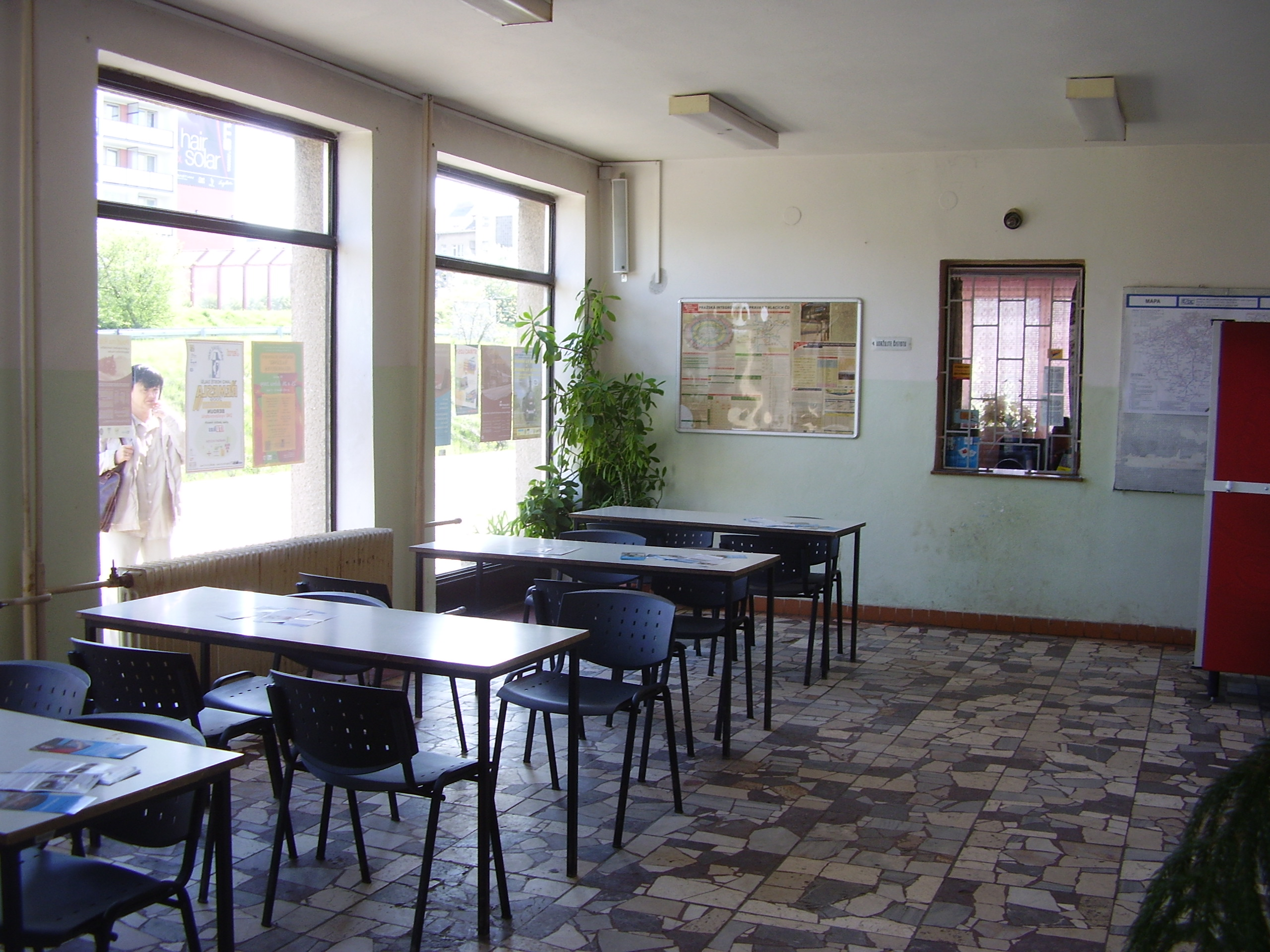
Čekárna
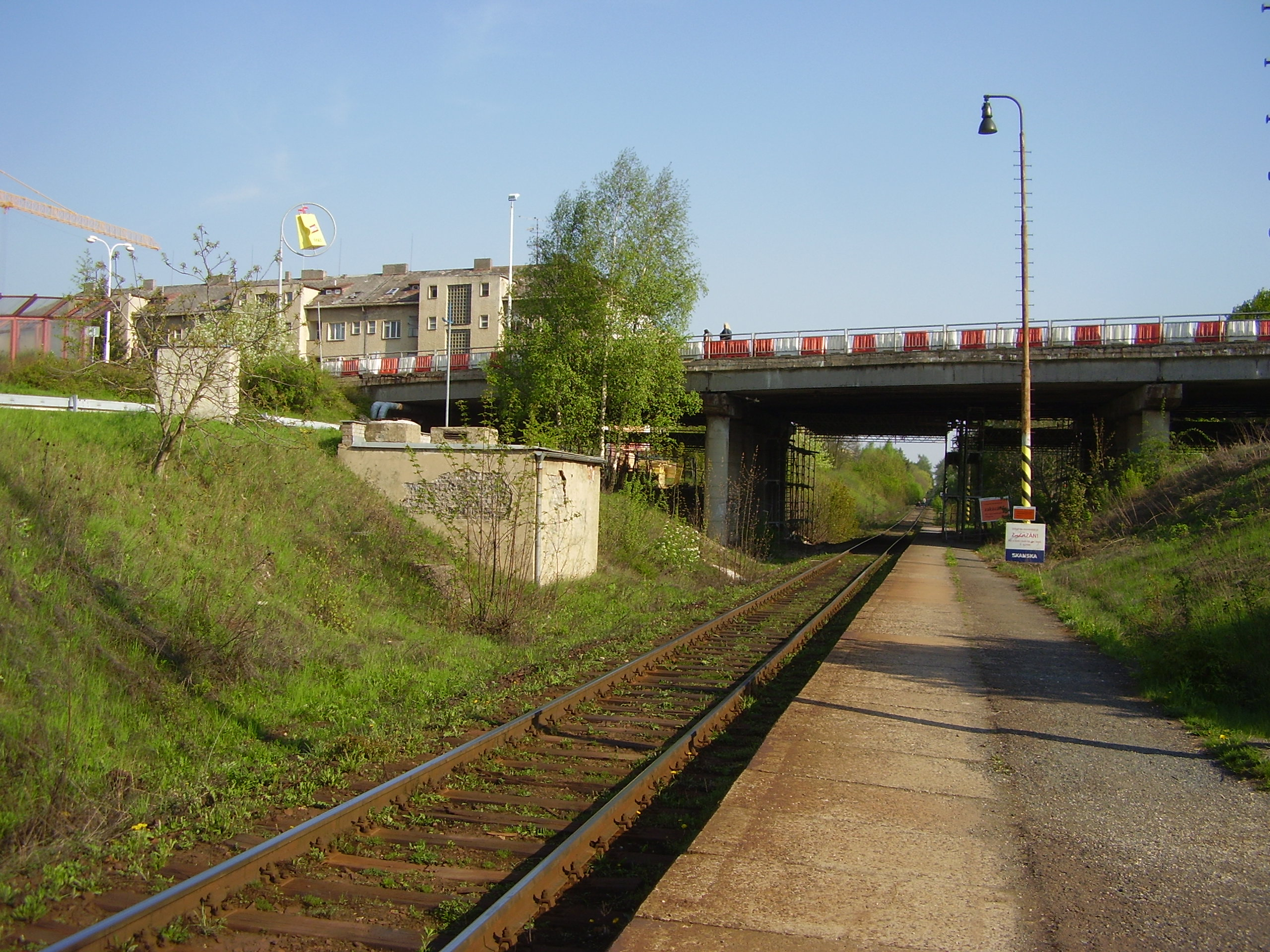
Nadjezd
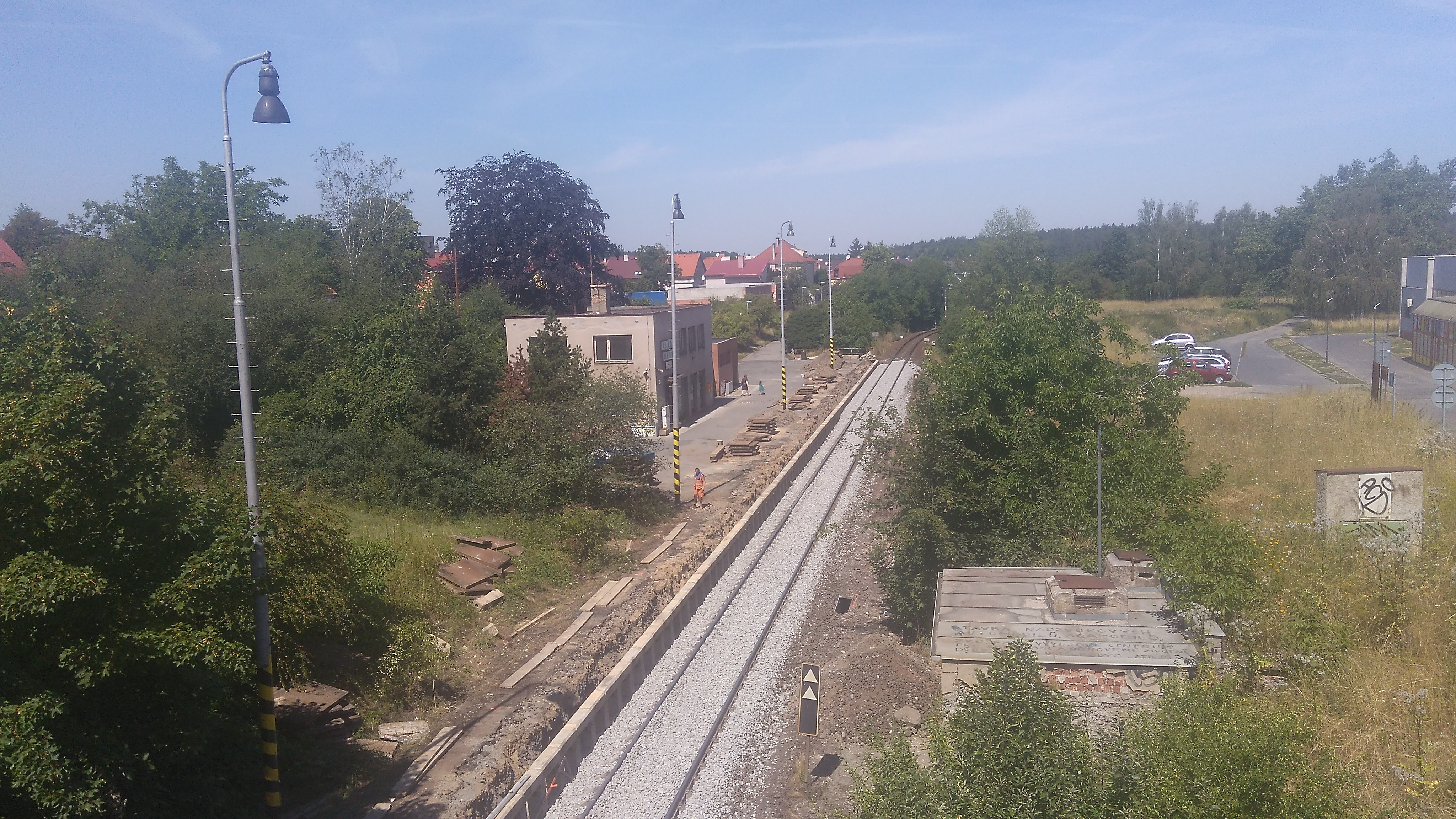
Pohled na zastávku z nadjezdu před modernizací tratě